# J'envoie valser
Pour les articles homonymes, voir Valse.
Clip vidéo
[vidéo] « Zazie - J'envoie valser (live) », sur YouTube
[vidéo] « Zazie - J'envoie valser (album) », sur YouTube
Pistes de Zen
Une souris verte
(10) La la la
(12)
J'envoie valser est une chanson d'amour valse de l'auteure-compositrice-interprète Zazie, enregistrée sur son second album Zen de 1995,,, vendu à plus de 500 000 exemplaires.

## Histoire
Cette chanson est écrite et composée par Zazie et son frère Phil Baron, sous des airs de  valse musette, sur le thème des « sentiments amoureux sans artifices ». « Moi je m'en moque, j'envoie valser, les trucs en toc, les cages dorées, toi quand tu me serres très fort, c'est comme un trésor, et ça, et ça vaut de l'or... ». Elle l’interprète sur scène en s'accompagnant avec un orgue de Barbarie, et la reprend avec l'album Les Enfoirés à côté de vous de 2021, des Enfoirés des Restos du cœur,. Phil Baron a également composé les deux singles Chanson d’ami de l'album Made in Love (1998) et FM Air de l'album Zest of (2008) de sa sœur.

## Reprises
Elle est reprise par Olivia Ruiz pour la première édition Saison 1 de Star Academy de 2001, et sur l’album et la tournée (qui en fait un « vieux tube de Zazie » alors que la chanson n’a jamais été promue comme un single).